# Emeth
Emeth (en hebreo אמת: "verdad", "firmeza" o "veracidad") es un personaje calormeno del libro de C. S. Lewis La última batalla (de la serie Las Crónicas de Narnia). Como calormeno, Emeth era seguidor de Tash (la antítesis de Aslan), con una devoción y lealtad enfática. Sin embargo, Emeth "se las arregla" para viajar al paradisíaco País de Aslan después de la destrucción del mundo de Narnia, donde es acogido por Aslan.  Debido a que los calormenos adoraban a un demonio y no a Dios, la aceptación de Emeth en el País de Aslan ha sido motivo de controversia entre algunos cristianos que no están de acuerdo con la soteriología de Lewis.

## Implicaciones en la teología cristiana
Las palabras de Aslan a Emeth, las cuales ratifican las buenas obras de este último bajo el nombre de Tash, son el motivo de esta controversia:

"Yo tomo para mí los servicios que has hecho a Tash [el falso dios] (...). Si algún hombre tiene una fe absoluta en él y guarda su juramento para el bien del mismo, es por mí [Cristo] que él realmente ha jurado; aunque no lo sepan, soy yo quien lo recompensa."

La controversia está en que las personas que reflejan un corazón recto son hasta cierto punto justificadas, sin importar su creencia. Esta es una piedra fundamental de la teología cristiana: una de las partes cita el principio cristiano de que la fe en Cristo salva, y el otro quiere dar cuenta del destino de los nacidos y criados en otra fe. Ha habido un amplio comentario sobre la cuestión. En una carta de 1952, Lewis resumió y explicó su posición:

Creo que cada oración que se hace con sinceridad, incluso a un dios falso, o con un imperfecto concepto del Dios verdadero, es aceptado por Aquel Dios verdadero, y Cristo salva a aquellos quienes no piensan que Él los conoce, ya que Él está (suavemente) presente en el lado "bueno" de los profesores inferiores que ellos siguen. En la parábola de las ovejas y cabras, aquellos que son salvados no parecen saber que han servido a Cristo.

Lewis cita este punto de vista como derivado de la parábola de las ovejas y cabras dada en Mateo 25:34-40; en el discurso de Pablo a los atenienses en Hechos 17:23: "[...] Pues ese Dios, que ustedes honran sin conocerlo, es el Dios del que yo les hablo", y también en 1.ª Timoteo 4:10: "[...] Él (Dios) vive para siempre y es el Salvador de todos, especialmente de los que confían en Él.".
Lewis encontró una contradicción con esta idea en Romanos 10:14: "Pero ¿cómo van a reconocerlo, si no confían en él? ¿Y cómo van a confiar en él, si nada saben de él? ¿Y cómo van a saberlo, si nadie les habla acerca del Señor Jesucristo?". Esto es coherente con la doctrina de Pablo, de que si Dios ya está con los paganos, ellos todavía tienen que verlo revelado. Lewis, sin embargo, respondió con 1.ª Corintios 1:12-13: "[...] algunos dicen: «Yo soy seguidor de Pablo», otros dicen: «Yo no; yo soy seguidor de Apolo». Y hay otros que responden: «Pues yo soy seguidor de Pedro», y aun otros dicen: «Yo sigo a Cristo». ¡Pero no hay tal cosa como un Cristo dividido! [...]". Lewis lo interpretó como una indicación de la similitud de Dios, independientemente de su contexto.
Tal vez el mayor apoyo para el caso de Lewis se encuentra en Romanos 2:13-15:

Dios acepta a los que obedecen la ley de Moisés, pero rechaza a quienes solamente la escuchan y no la obedecen. Porque los que no son judíos obedecen los mandatos de la ley de Dios aunque no la conozcan, pues ellos mismos saben qué es lo bueno y qué es lo malo. Es como si tuvieran la ley escrita en su mente. Su conducta así lo demuestra, pues cuando piensan en algo, ya saben si eso está bien o mal.

Una respuesta final es encontrada en las palabras de Jesús en Juan 14:6: "[...] Sin mí, nadie puede llegar a Dios el Padre.". Sin embargo, su interpretación es ambigua: Jesús dijo que él era la única persona por cuyo nombre alguien es salvo; por lo tanto, este verso rebajaría el argumento de Lewis. Además, Jesús también dijo que sólo él hizo la salvación posible (es decir, la activó a través de su muerte en la cruz).